# Stazione di Costigliole d'Asti
La stazione di Costigliole d'Asti è una fermata ferroviaria posta sulla linea Alessandria-Cavallermaggiore. Serve il centro abitato di Costigliole d'Asti.
La fermata è una delle due stazioni di Costigliole: l'altra è posta sulla ferrovia Castagnole-Asti-Mortara.

## Storia
La stazione è in disuso dal 2012 a causa della sospensione al traffico della tratta ferroviaria.

## Strutture ed impianti
In passato era presente un binario di raddoppio, successivamente eliminato con conseguente trasformazione in fermata.